# Орнаментальная проза
 Орнаментальная проза — стилевое явление, которое связано с организацией прозаического текста по законам текста поэтического: сюжет, как способ организации повествования, уходит на второй план, наибольшее значение обретают повторы образов, лейтмотивы, ритм, метафоры, ассоциации. Для произведений орнаментальной прозы характерно композиционное единство, обусловленное не сюжетным принципом организации повествования, но рифмовкой образов и взаимосвязью лейтмотивов.

## История
Орнаментальная проза зародилась в серебряном веке русской литературы. Её первооткрывателем и основоположником считается Андрей Белый, в чьём романе «Петербург» в полной мере воплотились её принципы.
Новый виток развития орнаментальная проза получает в 1920-е годы, для которых характерны интенсивные стилевые поиски. Стиль Белого оказал прямое влияние на современников, сделав орнаментальную прозу «наиболее влиятельной… в изображении революции». Его «учениками», писавшими орнаментальную прозу, были такие писатели, как Евгений Замятин, Борис Пильняк, Исаак Бабель, Всеволод Иванов и Леонид Леонов.
В тридцатые годы в Советском Союзе происходит выработка одного-единственного приемлемого литературного стиля. После разразившейся в 1934 году на страницах «Литературного критика» и «Литературной газеты» «Дискуссии о языке» в качестве единственного приемлемого литературного стиля признаётся лишь нейтральный стиль; его конкуренты — орнаментальная проза и сказ — объявляются чуждыми и вытесняются из литературного поля, а их авторы подвергаются остракизму.

## Произведения
К произведениям, написанным в духе орнаментальной прозы, помимо «Петербурга», относятся также «Голый год» Бориса Пильняка, «Конармия» Исаака Бабеля, а также рассказы Евгения Замятина.